# Clasificación Europea para la Copa Mundial femenina de fútbol sala de la FIFA 2025
La clasificación de la Copa Mundial femenina de fútbol sala de la FIFA 2025 fue el torneo que determinó a las clasificadas por parte de la Unión de Asociaciones de Fútbol Europeas (UEFA) a la Copa Mundial femenina de fútbol sala de la FIFA 2025 a realizarse en Filipinas. La competición empezó el 15 de octubre de 2024 y finalizó el 23 de marzo de 2025.
La UEFA cuenta con 4 cupos, Estas 4 plazas fueron distribuidas tanto para este torneo como para la Liga de las Naciones de la UEFA 2020-21 y el formato de ambos torneos fueron adaptados al número de plazas que les corresponda.

## Formato de competición
El torneo clasificatorio europeo consta de dos rondas.
En la ronda principal participarán 23 selecciones que se distribuyen en cinco grupos de cuatro equipos y un grupo de tres equipos. El sistema de competición es a una vuelta a jugar contra todos los equipos del grupo, en una sede fija para cada grupo, el primer equipo de cada grupo pasa a la siguiente ronda.
En la ronda elite la juegan los seis equipos clasificados de la ronda anterior, más las selecciones de España y Portugal que quedaron exentas.

## Equipos participantes
Las 25 asociaciones de fútbol afiliadas a la UEFA participaron en el proceso clasificatorio. Para el sorteo se establecen unos bombos según el ranking de la UEFA establecido por los resultados obtenidos en las tres últimas Eurocopas. Se establece un quinto bombo con los países que son las sedes de cada grupo correspondiente a los países de Suecia, República Checa, Bosnia y Herzegovina y Serbia.
Por razones políticas, los enfrentamientos entre los siguientes pares de equipos se consideran enfrentamientos prohibidos, no pueden formar parte del mismo grupo Ucrania y Bielorrusia.
| Clasif. | Asociación | Coef.  | Bombo     |
| ------- | ---------- | ------ | --------- |
| 1       | España     | 17.800 | Rd. Elite |
| 2       | Portugal   | 13.000 | Rd. Elite |
| 3       | Ucrania    | 11.200 | 1         |
| 4       | Hungría    | 8.067  | 1         |
| 5       | Italia     | 7.000  | 1         |
| 6       | Finlandia  | 6.333  | 1         |
| 7       | Polonia    | 6.000  | 1         |
| 8       | Suecia     | 5.667  | 1         |
| 9       | Croacia    | 5.000  | 2         |

| Clasif. | Asociación           | Coef. | Bombo |
| ------- | -------------------- | ----- | ----- |
| 10      | Países Bajos         | 4.500 | 2     |
| 11      | República Checa      | 4.000 | 2     |
| 12      | Bielorrusia          | 3.750 | 2     |
| 13      | Bélgica              | 3.708 | 2     |
| 14      | Eslovenia            | 3.667 | 2     |
| 15      | Eslovaquia           | 3.500 | 3     |
| 16      | Bosnia y Herzegovina | 2.333 | 3     |
| 17      | Serbia               | 2.333 | 3     |

| Clasif. | Asociación        | Coef. | Bombo |
| ------- | ----------------- | ----- | ----- |
| 18      | Kazajistán        | 1.167 | 3     |
| 19      | Irlanda del Norte | 0.667 | 3     |
| 20      | Moldavia          | 0.417 | 3     |
| 21      | Lituania          | 0.417 | 4     |
| 22      | Letonia           | 0.000 | 4     |
| 23      | Inglaterra        | 0.000 | 4     |
| 24      | Francia           | 0.000 | 4     |
| 25      | Noruega           | 0.000 | 4     |

## Resultados

### Ronda Principal
El sorteo se realizó el 30 de mayo de 2024 y los partidos se jugarán del 15 al 20 de octubre.

#### Grupo 1
- Vrnjačka Banja,  Serbia

| Equipo   | Pts | PJ | PG | PE | PP | GF | GC | Dif |
| -------- | --- | -- | -- | -- | -- | -- | -- | --- |
| Italia   | 9   | 3  | 3  | 0  | 0  | 27 | 0  | +27 |
| Croacia  | 6   | 3  | 2  | 0  | 1  | 11 | 5  | +6  |
| Serbia   | 3   | 3  | 1  | 0  | 2  | 6  | 20 | -14 |
| Lituania | 0   | 3  | 0  | 0  | 3  | 1  | 20 | -19 |

| 15 de octubre de 2024, 16:00 (UTC+2) | Croacia | 8:0 (3:0) | Serbia | Vrnjacka Banja Sport Hall, Vrnjačka Banja, Serbia                      |                                                                        |
|                                      | - Lara Lucić 6'34', 13'06', 24'54' - Marija Žagar 13'48' - Lara Novak 23'22' - Nika Petarić 28'19', 38'29' - Tomislava Matijevic 32'39' | Reporte   |        | Asistencia: 51 espectadores Árbitro(s): Admir Zahovič Noelia Gutierrez | Asistencia: 51 espectadores Árbitro(s): Admir Zahovič Noelia Gutierrez |

| 15 de octubre de 2024, 19:00 (UTC+2) | Italia | 11:0 (3:0) | Lituania | Vrnjacka Banja Sport Hall, Vrnjačka Banja, Serbia                             |                                                                               |
|                                      | - Bruna Borges 4'38' - Nicoletta Mansuetto 8'15', 24'42' - Rafaela dal Maz 15'54' - Sara Boutimah 20'36', 31'56', 32'31', 37'18' - Adriele Berté 21'51' - Renata Adamatti 31'00' - Erika Ferrara 39'24' | Reporte    |          | Asistencia: 42 espectadores Árbitro(s): Anssi Lahtinen Larisa Eleni Avramidou | Asistencia: 42 espectadores Árbitro(s): Anssi Lahtinen Larisa Eleni Avramidou |

| 16 de octubre de 2024, 16:00 (UTC+2) | Croacia | 0:4 (0:2) | Italia                                                                                         | Vrnjacka Banja Sport Hall, Vrnjačka Banja, Serbia                            |                                                                              |
|                                      |         | Reporte   | - 2'49' Bruna Borges - 3'34' Adriele Berté - 22'51' Sara Boutimah - 37'13' Nicoletta Mansuetto | Asistencia: 39 espectadores Árbitro(s): Larisa Eleni Avramidou Admir Zahovič | Asistencia: 39 espectadores Árbitro(s): Larisa Eleni Avramidou Admir Zahovič |

| 16 de octubre de 2024, 19:00 (UTC+2) | Serbia | 6:0 (3:0) | Lituania | Vrnjacka Banja Sport Hall, Vrnjačka Banja, Serbia                         |                                                                           |
|                                      | - Ivana Trbojević 0'34', 3'10' - Željana Maksimović 5'32' - Marija Vukovic 26'20' - Jelena Marenić 28'04', 28'58' | Reporte   |          | Asistencia: 65 espectadores Árbitro(s): Noelia Gutierrez Marco Rothenfluh | Asistencia: 65 espectadores Árbitro(s): Noelia Gutierrez Marco Rothenfluh |

| 18 de octubre de 2024, 16:00 (UTC+2) | Lituania                 | 1:3 (1:2) | Croacia                                                                     | Vrnjacka Banja Sport Hall, Vrnjačka Banja, Serbia                               |                                                                                 |
|                                      | - Paulina Potapova 2'51' | Reporte   | - 2'39' Buga Slavica - 5'13' Tomislava Matijevic - 36'38' Karolina Curukova | Asistencia: 35 espectadores Árbitro(s): Noelia Gutierrez Larisa Eleni Avramidou | Asistencia: 35 espectadores Árbitro(s): Noelia Gutierrez Larisa Eleni Avramidou |

| 18 de octubre de 2024, 19:00 (UTC+2) | Serbia | 0:12 (0:5) | Italia | Vrnjacka Banja Sport Hall, Vrnjačka Banja, Serbia                      |                                                                        |
|                                      |        | Reporte    | - 2'35', 30'27', 32'08' Renata Adamatti - 4'50', 26'44' Adriele Berté - 7'45', 9'38', 15'04' Alessia Grieco - 21'37' Bruna Borges - 23'24' Sara Boutimah - 28'41', 37'39' Erika Ferrara | Asistencia: 65 espectadores Árbitro(s): Admir Zahovič Marco Rothenfluh | Asistencia: 65 espectadores Árbitro(s): Admir Zahovič Marco Rothenfluh |

#### Grupo 2
- Sarajevo,  Bosnia y Herzegovina

| Equipo               | Pts | PJ | PG | PE | PP | GF | GC | Dif |
| -------------------- | --- | -- | -- | -- | -- | -- | -- | --- |
| Hungría              | 7   | 3  | 2  | 1  | 0  | 9  | 2  | +7  |
| Noruega              | 6   | 3  | 2  | 0  | 1  | 9  | 6  | +3  |
| Bosnia y Herzegovina | 4   | 3  | 1  | 1  | 1  | 9  | 7  | +2  |
| Bielorrusia          | 0   | 3  | 0  | 0  | 3  | 5  | 17 | -12 |

| 16 de octubre de 2024, 16:00 (UTC+2) | Bielorrusia                                                                                | 4:7 (1:5) | Bosnia y Herzegovina | Sports Hall Istocno, Sarajevo, Bosnia y Herzegovina                   |                                                                       |
|                                      | - Anastasiya Sidorchuk 19'03', 20'31' - Valeriya Kharitonchik 22'37' - Yuliya Duben 38'29' | Reporte   | - 5'42', 38'51' Arijana Ćesko - 6'35', 19'45' Nikolina Vujadin - 15'18' Amina Mujanović - 16'42' Zerina Piskić - 24'11' Alma Kamerić | Asistencia: 70 espectadores Árbitro(s): Daniele D'adamo Alice Vévodvá | Asistencia: 70 espectadores Árbitro(s): Daniele D'adamo Alice Vévodvá |

| 16 de octubre de 2024, 20:00 (UTC+2) | Hungría                                                   | 3:2 (1:2) | Noruega                                            | Sports Hall Istocno, Sarajevo, Bosnia y Herzegovina                        |                                                                            |
|                                      | - Vivien Tagyi 17'20' - Csilla Krascsenics 20'44', 34'29' | Reporte   | - 5'50' Marit Sandtrøen - 15'43' Mari Kristine Vik | Asistencia: 50 espectadores Árbitro(s): Filipe Santos Duarte Zviad Bliadze | Asistencia: 50 espectadores Árbitro(s): Filipe Santos Duarte Zviad Bliadze |

| 17 de octubre de 2024, 16:00 (UTC+2) | Bielorrusia | 0:6 (0:4) | Hungría | Sports Hall Istocno, Sarajevo, Bosnia y Herzegovina                   |                                                                       |
|                                      |             | Reporte   | - 1'29', 8'09' Csilla Krascsenics - 11'23', 30'33' Flóra Gajzágó - 15'21' Rebeka Fábián - 38'12' Rita Hardon | Asistencia: 30 espectadores Árbitro(s): Zviad Bliadze Daniele D'adamo | Asistencia: 30 espectadores Árbitro(s): Zviad Bliadze Daniele D'adamo |

| 17 de octubre de 2024, 20:00 (UTC+2) | Bosnia y Herzegovina                                  | 2:3 (1:3) | Noruega                                                                       | Sports Hall Istocno, Sarajevo, Bosnia y Herzegovina |                                                |
|                                      | - Hedda Romslo Meyer 14'16' - Nikolina Vujadin 39'51' | Reporte   | - 6'00' Hedda Romslo Meyer - 12'21' Mari Kristine Vik - 18'30' Mali Halgunset | Árbitro(s): Alice Vévodvá Filipe Santos Duarte      | Árbitro(s): Alice Vévodvá Filipe Santos Duarte |

| 19 de octubre de 2024, 16:00 (UTC+2) | Bosnia y Herzegovina | 0:0     | Hungría | Sports Hall Istocno, Sarajevo, Bosnia y Herzegovina                        |                                                                            |
|                                      |                      | Reporte |         | Asistencia: 50 espectadores Árbitro(s): Alice Vévodvá Filipe Santos Duarte | Asistencia: 50 espectadores Árbitro(s): Alice Vévodvá Filipe Santos Duarte |

| 19 de octubre de 2024, 20:00 (UTC+2) | Bielorrusia                 | 1:4 (1:3) | Noruega                                                                                        | Sports Hall Istocno, Sarajevo, Bosnia y Herzegovina                 |                                                                     |
|                                      | - Anastasiya Igrusha 10'23' | Reporte   | - 11'31' Leah Marlene van der Weel - 12'37', 16'31' Mali Halgunset - 32'51' Hedda Romslo Meyer | Asistencia: 50 espectadores Árbitro(s): Alice Vévodvá Zviad Bliadze | Asistencia: 50 espectadores Árbitro(s): Alice Vévodvá Zviad Bliadze |

#### Grupo 3
- Teplice,  República Checa

| Equipo            | Pts | PJ | PG | PE | PP | GF | GC | Dif |
| ----------------- | --- | -- | -- | -- | -- | -- | -- | --- |
| Francia           | 7   | 3  | 2  | 1  | 0  | 10 | 5  | +5  |
| Ucrania           | 6   | 3  | 2  | 0  | 1  | 11 | 4  | +7  |
| República Checa   | 4   | 3  | 1  | 1  | 1  | 9  | 6  | +3  |
| Irlanda del Norte | 0   | 3  | 0  | 0  | 3  | 2  | 17 | -15 |

| 16 de octubre de 2024, 16:00 (UTC+2) | Ucrania                     | 1:3 (0:2) | Francia                                                                        | Sportovní hala, Teplice, República Checa                                |                                                                         |
|                                      | - Snezhana Volovenko 22'21' | Reporte   | - 6'28' Salomé Alberbide - 15'00' Alexandra Atamaniuk - 38'40' Fiona Bitterlin | Asistencia: 40 espectadores Árbitro(s): Josip Barton Florentina Kallaba | Asistencia: 40 espectadores Árbitro(s): Josip Barton Florentina Kallaba |

| 16 de octubre de 2024, 19:00 (UTC+2) | Irlanda del Norte | 0:6 (0:3) | República Checa                                                                                 | Sportovní hala, Teplice, República Checa                                    |                                                                             |
|                                      |                   | Reporte   | - 4'05', 19'05', 32'04' Denisa Skálová - 14'38' Jessika Vargová - 25'47', 36'50' Clara Soquessa | Asistencia: 283 espectadores Árbitro(s): Fatma Özlem Tursun Martina Piccolo | Asistencia: 283 espectadores Árbitro(s): Fatma Özlem Tursun Martina Piccolo |

| 17 de octubre de 2024, 16:00 (UTC+2) | Irlanda del Norte | 0:6 (0:3) | Ucrania | Sportovní hala, Teplice, República Checa                                       |                                                                                |
|                                      |                   | Reporte   | - 13'35' Anastasiia Klipachenko - 14'02', 21'46', 26'06', 36'20' Darya Kovshyk - 32'15' Kseniia Burlachenko | Asistencia: 100 espectadores Árbitro(s): Florentina Kallaba Fatma Özlem Tursun | Asistencia: 100 espectadores Árbitro(s): Florentina Kallaba Fatma Özlem Tursun |

| 17 de octubre de 2024, 19:00 (UTC+2) | República Checa                              | 2:2 (0:0) | Francia                                              | Sportovní hala, Teplice, República Checa                              |                                                                       |
|                                      | - Jana Soušková 30'20' - Jana Beštová 31'37' | Reporte   | - 35'29' Faustine Pellegry - 36'21' Salomé Alberbide | Asistencia: 321 espectadores Árbitro(s): Martina Piccolo Josip Barton | Asistencia: 321 espectadores Árbitro(s): Martina Piccolo Josip Barton |

| 19 de octubre de 2024, 16:00 (UTC+2) | Francia | 5:2 (3:0) | Irlanda del Norte               | Sportovní hala, Teplice, República Checa    |                                             |
|                                      | - Chaima Badr Bassem 6'07' - Faustine Pellegry 8'44' - Salomé Alberbide 18'25' - Laure Boissinot 28'53' - Fiona Bitterlin 34'09' | Reporte   | - 26'23', 32'48' Amber Dempster | Árbitro(s): Florentina Kallaba Josip Barton | Árbitro(s): Florentina Kallaba Josip Barton |

| 19 de octubre de 2024, 19:00 (UTC+2) | República Checa        | 1:4 (0:2) | Ucrania                                                                                              | Sportovní hala, Teplice, República Checa       |                                                |
|                                      | - Jana Soušková 33'27' | Reporte   | - 4'39' Anastasiia Klipachenko - 8'34' Yuliia Kostiuk - 23'38' Iryna Dubytska - 25'49' Darya Kovshyk | Árbitro(s): Fatma Özlem Tursun Martina Piccolo | Árbitro(s): Fatma Özlem Tursun Martina Piccolo |

#### Grupo 4
- Ciorescu,  Moldavia

| Equipo     | Pts | PJ | PG | PE | PP | GF | GC | Dif |
| ---------- | --- | -- | -- | -- | -- | -- | -- | --- |
| Finlandia  | 9   | 3  | 3  | 0  | 0  | 21 | 2  | +9  |
| Eslovenia  | 6   | 3  | 2  | 0  | 1  | 11 | 6  | -1  |
| Inglaterra | 3   | 3  | 1  | 0  | 2  | 12 | 9  | -3  |
| Moldavia   | 0   | 3  | 0  | 0  | 3  | 0  | 27 | -27 |

| 16 de octubre de 2024, 15:00 (UTC+3) | Finlandia                                                                                             | 5:2 (3:1) | Inglaterra                                      | Futsal Arena FMF, Ciorescu, Moldavia                                      |                                                                           |
|                                      | - Hanna Halonen 9'37' - Matilda Herranen 15'36', 26'48' - Senni Viren 16'11' - Emilia Jokisalo 26'20' | Reporte   | - 19'40' Hanna Halonen - 38'44' Helena Scotland | Asistencia: 40 espectadores Árbitro(s): Mariia Myslovska Jasmina Mickoska | Asistencia: 40 espectadores Árbitro(s): Mariia Myslovska Jasmina Mickoska |

| 16 de octubre de 2024, 18:00 (UTC+3) | Eslovenia | 7:0 (5:0) | Moldavia | Futsal Arena FMF, Ciorescu, Moldavia                                 |                                                                      |
|                                      | - Deja Adamič 7'30', 7'55' - Tina Jesenovec 10'48', 30'00' - Rebeka Šnofl 12'40' - Ermenc Ines 14'56' - Ludmila Caraman 27'31' | Reporte   |          | Asistencia: 80 espectadores Árbitro(s): Marijana Orešić Filipa Prata | Asistencia: 80 espectadores Árbitro(s): Marijana Orešić Filipa Prata |

| 17 de octubre de 2024, 15:00 (UTC+3) | Eslovenia | 0:4 (0:1) | Finlandia                                                    | Futsal Arena FMF, Ciorescu, Moldavia                                  |                                                                       |
|                                      |           | Reporte   | - 2'09', 26'49' Emilia Jokisalo - 22'19', 25'40' Sandra Lind | Asistencia: 10 espectadores Árbitro(s): Filipa Prata Mariia Myslovska | Asistencia: 10 espectadores Árbitro(s): Filipa Prata Mariia Myslovska |

| 17 de octubre de 2024, 18:00 (UTC+3) | Moldavia | 0:8 (0:4) | Inglaterra | Futsal Arena FMF, Ciorescu, Moldavia                                     |                                                                          |
|                                      |          | Reporte   | - 3'40', 22'58' Charlotte Gurr - 7'40', 12'25' Kirstie Kural - 13'21', 31'14' Ella Brennan - 30'41' Alisha Miller - 32'31' Laura Tobin | Asistencia: 50 espectadores Árbitro(s): Jasmina Mickoska Marijana Orešić | Asistencia: 50 espectadores Árbitro(s): Jasmina Mickoska Marijana Orešić |

| 19 de octubre de 2024, 15:00 (UTC+3) | Inglaterra                                    | 2:4 (1:1) | Eslovenia                                                                            | Futsal Arena FMF, Ciorescu, Moldavia                                     |                                                                          |
|                                      | - Kirstie Kural 5'52' - Charlotte Gurr 37'34' | Reporte   | - 14'49' Ermenc Ines - 24'19' Vanja Tanšek - 26'25' Anja Ložar - 33'04' Anja Žvokelj | Asistencia: 40 espectadores Árbitro(s): Marijana Orešić Jasmina Mickoska | Asistencia: 40 espectadores Árbitro(s): Marijana Orešić Jasmina Mickoska |

| 19 de octubre de 2024, 18:00 (UTC+3) | Moldavia | 0:12 (0:4) | Finlandia | Futsal Arena FMF, Ciorescu, Moldavia                                   |                                                                        |
|                                      |          | Reporte    | - 1'01' Tiia Juntikka - 5'53' Maria Mäntylä - 17'03', 20'39' Senni Viren - 18'01' Matilda Herranen - 25'08', 33'13' Netta Hannula - 28'51', 28'51' Anni-Elina Luotonen - 34'18', 38'53' Sandra Lind - 39'56' Hanna Halonen | Asistencia: 110 espectadores Árbitro(s): Mariia Myslovska Filipa Prata | Asistencia: 110 espectadores Árbitro(s): Mariia Myslovska Filipa Prata |

#### Grupo 5
- Alingsås,  Suecia

| Equipo     | Pts | PJ | PG | PE | PP | GF | GC | Dif |
| ---------- | --- | -- | -- | -- | -- | -- | -- | --- |
| Suecia     | 9   | 3  | 3  | 0  | 0  | 24 | 5  | +19 |
| Eslovaquia | 6   | 3  | 2  | 0  | 1  | 14 | 9  | +5  |
| Bélgica    | 3   | 3  | 1  | 0  | 2  | 9  | 15 | -6  |
| Letonia    | 0   | 3  | 0  | 0  | 3  | 1  | 19 | -18 |

| 16 de octubre de 2024, 14:00 (UTC+2) | Bélgica | 6:0 (1:0) | Letonia | Estrad Alingsås, Alingsås, Suecia                                                |                                                                                  |
|                                      | - Marie Bougard 6'00' - Noa Corbeels 21'55' - Yasemin In 22'58' - Sara Bakar 28'38' - Lauren Meyers 30'21' - Marieke Peeters 37'10' | Reporte   |         | Asistencia: 105 espectadores Árbitro(s): Julien Lang Roosa-Maria Karoliina Tuomi | Asistencia: 105 espectadores Árbitro(s): Julien Lang Roosa-Maria Karoliina Tuomi |

| 16 de octubre de 2024, 19:00 (UTC+2) | Eslovaquia                                                                               | 4:6 (1:2) | Suecia | Estrad Alingsås, Alingsås, Suecia                                              |                                                                                |
|                                      | - Nikola Rybanská 17'53', 38'32' - Klaudia Tyčiaková 26'19' - Radoslava Jacenková 34'03' | Reporte   | - 2'59' Moa Glans - 18'25' Amanda Olsson - 21'27' Rebeca Rolin - 22'03' Madeleine Stegius - 36'43' Malin Fors - 37'24' Isabel Maria Aguilar | Asistencia: 324 espectadores Árbitro(s): Monika Czudzinowicz Panagiotis Ntalas | Asistencia: 324 espectadores Árbitro(s): Monika Czudzinowicz Panagiotis Ntalas |

| 17 de octubre de 2024, 14:00 (UTC+2) | Eslovaquia                                                                                        | 4:2 (1:1) | Bélgica                                   | Estrad Alingsås, Alingsås, Suecia                                      |                                                                        |
|                                      | - Simona Chomová 14'35' - Diana Macková 20'57' - Nikola Rybanská 24'07' - Zuzana Tomčíková 30'32' | Reporte   | - 4'54' Yasemin In - 24'49' Marie Bougard | Asistencia: 167 espectadores Árbitro(s): Panagiotis Ntalas Julien Lang | Asistencia: 167 espectadores Árbitro(s): Panagiotis Ntalas Julien Lang |

| 17 de octubre de 2024, 19:00 (UTC+2) | Suecia | 7:0 (4:0) | Letonia | Estrad Alingsås, Alingsås, Suecia                                                        |                                                                                          |
|                                      | - Madeleine Stegius 2'52' - Moa Glans 3'45' - Susan Kiryo 14'14' - Nanna Jansson 15'59' - Frida Rångemyr 34'35' - Julia Gilkes 37'37', 37'48' | Reporte   |         | Asistencia: 386 espectadores Árbitro(s): Roosa-Maria Karoliina Tuomi Monika Czudzinowicz | Asistencia: 386 espectadores Árbitro(s): Roosa-Maria Karoliina Tuomi Monika Czudzinowicz |

| 19 de octubre de 2024, 12:00 (UTC+2) | Letonia                   | 1:6 (0:2) | Eslovaquia | Estrad Alingsås, Alingsås, Suecia                                        |                                                                          |
|                                      | - Tatjana Jakovele 27'47' | Reporte   | - Klaudia Tyčiaková 10'52', 13'37' - Radoslava Jacenková 20'59' - Tatjana Jakovele 23'48' - Nikola Rybanská 28'28' - Diana Macková 38'24' | Asistencia: 281 espectadores Árbitro(s): Julien Lang Monika Czudzinowicz | Asistencia: 281 espectadores Árbitro(s): Julien Lang Monika Czudzinowicz |

| 19 de octubre de 2024, 17:00 (UTC+2) | Suecia | 11:1 (3:0) | Bélgica               | Estrad Alingsås, Alingsås, Suecia                                                        |                                                                                          |
|                                      | - Linda Lundström 1'17', 26'12' - Ida Lindqvist 7'09' - Isabel Maria Aguilar 16'02' - Rebeca Rolin 22'23', 26'41', 36'35' - Frida Rångemyr 29'19' - Susan Kiryo 33'24', 39'25' - Madeleine Stegius 37'24' | Reporte    | - Noa Corbeels 25'19' | Asistencia: 1 411 espectadores Árbitro(s): Roosa-Maria Karoliina Tuomi Panagiotis Ntalas | Asistencia: 1 411 espectadores Árbitro(s): Roosa-Maria Karoliina Tuomi Panagiotis Ntalas |

#### Grupo 6
- Astaná,  Kazajistán

| Equipo       | Pts | PJ | PG | PE | PP | GF | GC | Dif |
| ------------ | --- | -- | -- | -- | -- | -- | -- | --- |
| Polonia      | 6   | 2  | 2  | 0  | 0  | 11 | 2  | +9  |
| Países Bajos | 3   | 2  | 1  | 0  | 1  | 8  | 4  | +4  |
| Kazajistán   | 0   | 2  | 0  | 0  | 2  | 0  | 13 | -13 |

| 17 de octubre de 2024, 17:00 (UTC+5) | Países Bajos | 6:0 (3:0) | Kazajistán | Sairan Arena, Astaná, Kazajistán                                           |                                                                            |
|                                      | - Simone Hand 3'35', 34'27' - Amy Visser 9'59' - Alyssa Dijkstra 15'36' - Kayla van den Boomgaard 34'52' - Anna Reitsma 39'30' | Reporte   |            | Asistencia: 250 espectadores Árbitro(s): George Jansizian Elwyn Rhys Parry | Asistencia: 250 espectadores Árbitro(s): George Jansizian Elwyn Rhys Parry |

| 18 de octubre de 2024, 17:00 (UTC+5) | Polonia | 4:2 (1:0) | Países Bajos                                 | Sairan Arena, Astaná, Kazajistán                                           |                                                                            |
|                                      | - Agata BałaNikola Rybanská 8'25' - Julia Szostak 27'42' - Maja Szydełko 34'05' - Kayla van den Boomgaard 36'11' | Reporte   | - 32'00' Simone Hand - 35'05' Zoyla Barendse | Asistencia: 100 espectadores Árbitro(s): Elwyn Rhys Parry Annamaria Tolnay | Asistencia: 100 espectadores Árbitro(s): Elwyn Rhys Parry Annamaria Tolnay |

| 19 de octubre de 2024, 17:00 (UTC+5) | Kazajistán | 0:7 (0:6) | Polonia | Sairan Arena, Astaná, Kazajistán                                           |                                                                            |
|                                      |            | Reporte   | - 3'08' Julia Szostak - 5'01', 15'27' Agata Sobkowicz - 7'20', 30'06' Paula Fronczak - 14'08', 19'58' Agata Bała | Asistencia: 250 espectadores Árbitro(s): Annamaria Tolnay George Jansizian | Asistencia: 250 espectadores Árbitro(s): Annamaria Tolnay George Jansizian |

### Ronda Elite
El sorteo se realizó el 31 de octubre de 2024 y los partidos se jugarán del 18 al 23 de marzo. Los 2 primeros clasificados de cada grupo se clasifican para el mundial

#### Grupo A
- Montesilvano,  Italia

| Equipo   | Pts | PJ | PG | PE | PP | GF | GC | Dif |
| -------- | --- | -- | -- | -- | -- | -- | -- | --- |
| Portugal | 9   | 3  | 3  | 0  | 0  | 21 | 1  | +20 |
| Italia   | 6   | 3  | 2  | 0  | 1  | 11 | 9  | +2  |
| Suecia   | 1   | 3  | 0  | 1  | 2  | 6  | 16 | -10 |
| Hungría  | 1   | 3  | 0  | 1  | 2  | 4  | 16 | -12 |

| 19 de marzo de 2025, 16:00 (UTC+1) | Hungría          | 1:6 (0:3) | Italia                                                                             | PalaRoma, Montesilvano, Italia                                          |                                                                         |
|                                    | - Horváth 25'05' | Reporte   | - 2'26', 32'40' Adamatti - 13'48' Fülöp - 19'41' Ghilardi - 28'07', 32'15' Dal Maz | Asistencia: 400 espectadores Árbitro(s): Marijana Orešić Alice Vévodová | Asistencia: 400 espectadores Árbitro(s): Marijana Orešić Alice Vévodová |

| 19 de marzo de 2025, 19:00 (UTC+1) | Portugal | 9:0 (3:0) | Suecia | PalaRoma, Montesilvano, Italia                                               |                                                                              |
|                                    | - Maria Pereira 3'09' - Fifó 3'28', 24'04', 24'37' - Kika 17'34' - Ana Azevedo 21'34' - Fors 27'12' - Janice Silva 31'07' - Lidia Moreira 39'32' | Reporte   |        | Asistencia: 100 espectadores Árbitro(s): Mariia Myslovska Florentina Kallaba | Asistencia: 100 espectadores Árbitro(s): Mariia Myslovska Florentina Kallaba |

| 20 de marzo de 2025, 16:00 (UTC+1) | Hungría                | 1:8 (1:4) | Portugal                                                                                                | PalaRoma, Montesilvano, Italia                                         |                                                                        |
|                                    | - Rebeka Fábián 19'57' | Reporte   | - Fifó 1'35', 25'46' - Maria Pereira 16'00', 16'37', 31'00' - Kika 19'27', 22'03' - Janice Silva 24'58' | Asistencia: 70 espectadores Árbitro(s): Alice Vévodová Marijana Orešić | Asistencia: 70 espectadores Árbitro(s): Alice Vévodová Marijana Orešić |

| 20 de marzo de 2025, 19:00 (UTC+1) | Italia | 5:4 (3:1) | Suecia                                                                   | PalaRoma, Montesilvano, Italia                                               |                                                                              |
|                                    | - Boutimah 0'32' - Erika Ferrara 3'24' - Nicoletta Mansueto 16'32' - Adriele Berté 24'38' - Renata Adamatti 38'07' | Reporte   | - Malins Fors 17'55', 22'36' - Adriele Berté 24'15' - Susan Kiryo 38'18' | Asistencia: 700 espectadores Árbitro(s): Florentina Kallaba Mariia Myslovska | Asistencia: 700 espectadores Árbitro(s): Florentina Kallaba Mariia Myslovska |

| 22 de marzo de 2025, 16:00 (UTC+1) | Suecia                           | 2:2 (0:0) | Hungría                         | PalaRoma, Montesilvano, Italia                                               |                                                                              |
|                                    | - Stegius 23'35' - Hardon 24'25' | Reporte   | - Fülöp 21'47' - Horváth 27'39' | Asistencia: 110 espectadores Árbitro(s): Mariia Myslovska Florentina Kallaba | Asistencia: 110 espectadores Árbitro(s): Mariia Myslovska Florentina Kallaba |

| 22 de marzo de 2025, 19:00 (UTC+1) | Italia | 0:4 (0:3) | Portugal                                                                       | PalaRoma, Montesilvano, Italia             |                                            |
|                                    |        | Reporte   | - Ana Azevedo 3'42' - Janice Silva 3'53' - Fifó 19'34' - Carolina Rocha 38'36' | Árbitro(s): Marijana Orešić Alice Vévodová | Árbitro(s): Marijana Orešić Alice Vévodová |

#### Grupo B
- Besanzón,  Francia

| Equipo    | Pts | PJ | PG | PE | PP | GF | GC | Dif |
| --------- | --- | -- | -- | -- | -- | -- | -- | --- |
| España    | 9   | 3  | 3  | 0  | 0  | 13 | 2  | +11 |
| Polonia   | 4   | 3  | 1  | 1  | 1  | 8  | 9  | -1  |
| Finlandia | 4   | 3  | 1  | 1  | 1  | 4  | 7  | -3  |
| Francia   | 0   | 3  | 0  | 0  | 3  | 5  | 12 | -7  |

| 19 de marzo de 2022, 15:00 (UTC+1) | España                                                                 | 4:0 (1:0) | Finlandia | Ghani-Yalouz, Besanzón, Francia                                                    |                                                                                    |
|                                    | - Irene Córdoba 1'16' - María Sanz 21'30' - Antía Pérez 29'39', 35'08' | Reporte   |           | Asistencia: 381 espectadores Árbitro(s): Fatma Özlem Tursun Larisa Eleni Avramidou | Asistencia: 381 espectadores Árbitro(s): Fatma Özlem Tursun Larisa Eleni Avramidou |

| 19 de marzo de 2022, 18:00 (UTC+1) | Polonia                                                                                        | 6:2 (5:1) | Francia                            | Ghani-Yalouz, Besanzón, Francia                                         |                                                                         |
|                                    | - Sobkowicz 5'16', 5'30' - Włodarczyk 13'20' - Fronczak 14'00' - Tracz 14'30' - Szostak 25'54' | Reporte   | - 18'28' Pellegry - 21'53' Closset | Asistencia: 1516 espectadores Árbitro(s): Annamaria Tolnay Emilie Aubry | Asistencia: 1516 espectadores Árbitro(s): Annamaria Tolnay Emilie Aubry |

| 20 de marzo de 2022, 17:00 (UTC+1) | Polonia | 0:5 (0:4) | España                                                                              | Ghani-Yalouz, Besanzón, Francia                                        |                                                                        |
|                                    |         | Reporte   | - 2'10' Peque - 7'08', 7'18' Laura Córdoba - 19'59' Antía Pérez - 35'23' Ale de Paz | Asistencia: 114 espectadores Árbitro(s): Emilie Aubry Annamaria Tolnay | Asistencia: 114 espectadores Árbitro(s): Emilie Aubry Annamaria Tolnay |

| 20 de marzo de 2022, 20:00 (UTC+1) | Francia           | 1:2 (0:2) | Finlandia                             | Ghani-Yalouz, Besanzón, Francia                                                    |                                                                                    |
|                                    | - Pellegry 27'33' | Reporte   | - 11'37' Senni Viren - 13'04' Halonen | Asistencia: 895 espectadores Árbitro(s): Larisa Eleni Avramidou Fatma Özlem Tursun | Asistencia: 895 espectadores Árbitro(s): Larisa Eleni Avramidou Fatma Özlem Tursun |

| 22 de marzo de 2022, 15:00 (UTC+1) | Finlandia                           | 2:2 (0:1) | Polonia               | Ghani-Yalouz, Besanzón, Francia                                        |                                                                        |
|                                    | - Jokisalo 25'08' - Herranen 35'34' | Reporte   | - 11'42', 39'43' Bała | Asistencia: 257 espectadores Árbitro(s): Annamaria Tolnay Emilie Aubry | Asistencia: 257 espectadores Árbitro(s): Annamaria Tolnay Emilie Aubry |

| 22 de marzo de 2022, 18:00 (UTC+1) | Francia                              | 2:4 (0:4) | España                                                               | Ghani-Yalouz, Besanzón, Francia                       |                                                       |
|                                    | - Atamaniuk 26'42' - La Posta 28'05' | Reporte   | - 1'49' Anita Luján - 2'13' Irene Córdoba - 6'32', 16'58' María Sanz | Árbitro(s): Fatma Özlem Tursun Larisa Eleni Avramidou | Árbitro(s): Fatma Özlem Tursun Larisa Eleni Avramidou |

#### Clasificados alMundial Femenino de Fútbol Sala 2025
| Bandera de Portugal | Bandera de Italia | Bandera de España | Bandera de Polonia |
| Portugal            | Italia            | España            | Polonia            |

## Estadísticas

### Tabla de goleadoras
| Puesto                                                      | Jugadora        | RP | RE | Total |
| ----------------------------------------------------------- | --------------- | -- | -- | ----- |
| 1                                                           | Sara Boutimah   | 6  | 1  | 7     |
| 1                                                           | Renata Adamatti | 4  | 3  |       |
| 2                                                           | Fifó            | -  | 6  | 6     |
| 4                                                           | Darya Kovshyk   | 5  | -  | 5     |
| 4                                                           | Adriana Berté   | 4  | 1  |       |
| 4                                                           | Agata Bała      | 3  | 2  |       |
| Última actualización: 20 de marzo de 2025. Fuente: Uefa.com |                 |    |    |       |